# 예선테크
예선테크(YeSUN Tech Co. Ltd.)는 대한민국의 기능성 접착/점착소재 기업이다. 회사의 제품은 OLED, LCD 관련 제품, 자동차 관련 제품, 기타 제품 등에 사용된다. 본사는 경기도 군포시 공단로 356-3에 위치해 있으며 대표이사는 천춘섭이다.

## 사업
LG 등을 통해 포르쉐에 2차전지 소재 제품을 납품한다

## 상장
2019년 9월에 코스닥 시장에 KB 제10호 스팩과 합병상장되었다.

## 참고문헌
1. ↑  박찬규, 한국IR협의회 기업리서치센터-기술분석보고서, 예선테크, 2023.06.15.
2. ↑  차은지, 예선테크, 포르쉐 대규모 상장 계획에 연일 '급등', 한국경제, 2022.09.13
3. ↑  이창민, KB증권 기업분석보고서-예선테크, 2021년 12월 15일